# Ким Дон Хён (футболист)
Ким Дон Хён (кор. 김동현; 20 мая 1984; Тэгу, Южная Корея) — южнокорейский футболист, нападающий, который был исключен из K-Лиги после скандала с договорными матчами. Выступал за сборную Республики Корея.

## Клубная карьера

### Оита Тринита
Ким Дон Хён в августе 2003 года перебрался в Джей-Лигу и начал свою профессиональную карьеру в японском клубе «Оита Тринита». Тем не менее через несколько месяцев «Оита Тринита» объявила о том, что его отпустили на правах свободного агента.

### Сувон Самсунг Блюуингз
Будучи свободным агентом в 2004 году он подписал пятилетний контракт с одним из грандов корейского футбола «Сувон Самсунг Блюуингз», за который провёл 41 матч в Кей-Лиге

### В Европе
После успешного выступления за «Сувон Самсунг Блюуингз», клуб чемпионата Португалии «Брага» изъявил желание подписать контракт с ним. В декабре 2004 года он согласился присоединиться к «Браге», благодаря бесплатный трансфер, он подписал контракт на четыре года. В конце августа 2006 года перешёл в казанский «Рубин». В январе 2007 года он был продан за 1 525 000 € в «Соннам» на половину его прав.

## Скандал с договорными матчами
Он был арестован по обвинению в договорных матчах 29 мая 2011 года. 17 июня 2011 года он был пожизненно дисквалифицирован.